# 한인기독교회
한인기독교회(韓人基督敎會) 또는 하와이한인기독교회(Hawaii韓人基督敎會)는 1918년 12월 23일 이승만이 미국 선교단체의 소속이나 간섭 없이 한인들의 자발적인 힘으로 설립한 무교파의 한인교회이다.

## 역사
1918년 7월 29일 이승만은 호놀룰루에 신립교회(新立敎會)를 설립하였다.
1918년 12월 23일 이승만은 신립교회의 이름을 한인기독교회(The Korean Christian Church)로 바꾸었다. 한인기독교회는 태극기를 걸어놓고 한국어교육과 민족교육에 열중하였다.
한인기독교회는 미국의 어느 교단, 교파에도 속하지 않은 무교파의 자치 교회로 미국 회중교회(Congregational Church)의 모범을 따랐다. 이에 ‘자유교회’ 또는 ‘독립교회’로 불리었다. 교회는 평신도 위주의 민주주의적 원칙에 입각하여 운영되었고, 장로와 집사가 없이 창립자이자 선교부장을 자처한 이승만의 지도하에 이사원에서 모든 치리를 담당하였다. 한인기독교회는 호놀룰루의 교회 외에 오아후섬 와히아와, 하와이섬 힐로, 마우이섬 파이아 등 3곳에 더 설립되었고, 1936년에는 미국 로스앤젤레스에도 설립되었다. 1938년 당시 5개의 한인기독교회에 적을 둔 세례 교인수는 1,263명에 달했다.
한인기독교회는 1921년 스쿨(School)가에 첫 교회당을 마련하였다가 1928년 예배당 확장을 목적으로 방매한 후 약 10년간 신흥국어학교 교실에서 예배를 가졌다. 그러다 1938년 4월 24일 릴리하 스트리트에 서울 경복궁의 광화문을 본 딴 예배당을 갖추었다. 이승만 중심으로 창립된 교회여서 그를 추종하는 교인들로 주를 이루었고, 3·1 운동 이후에는 이승만의 정치활동을 후원하는 성격을 강하게 가졌다. 교회 지도자들로 활동한 인물로는 민찬호, 이종관, 박동완, 강태희, 이명우, 이용직, 김형식, 김창순, 유경상, 김태묵, 김치현 등이다.
1980년 10월 그리스도연합회(UCC)에 가입하였다.
1999년 9월 그리스도연합회(UCC)를 탈퇴하였다.